# La Suisse (Schiff, 1910)
Die La Suisse ist ein Schaufelraddampfer auf dem Genfersee. Das 1910 erbaute Schiff ist der grösste Raddampfer der Schweiz.
Bis zur Inbetriebnahme des Motorschiffes Lausanne (Schiff, 1991) war die La Suisse Flaggschiff der Compagnie Générale de Navigation sur le Lac Léman (CGN), welche die Personenschifffahrt auf dem gesamten Genfersee betreibt. Noch heute verkehrt die La Suisse als einer von fünf aktiven Raddampfern des Genfersees im Kursverkehr und gilt als Flaggschiff der Belle-Époque-Dampferflotte der CGN.

## Geschichte

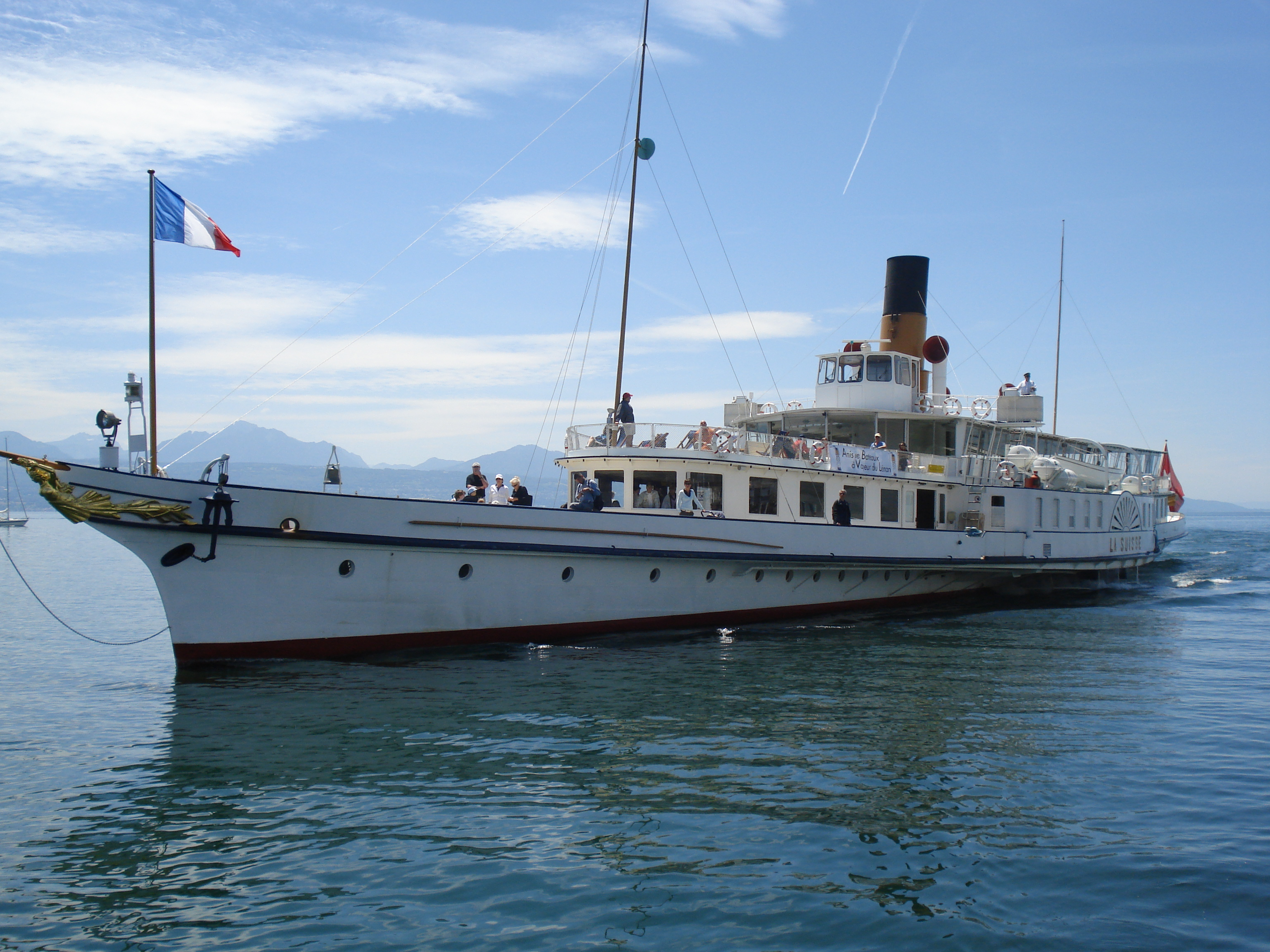
Die La Suisse 2007 vor der letzten Renovation

Im Jahre 1908 wurde der Bau eines neuen Dampfschiffes für den Genfersee beschlossen, welches an Grösse und Komfort alle je auf einem Schweizer See verkehrenden Dampfschiffe übertreffen sollte. Erbaut wurde das Schiff von der Firma Sulzer in Winterthur. 1910 lief die La Suisse vom  Stapel und wurde am 25. Mai desselben Jahres in den Kursdienst aufgenommen.
Das Schiff hat über das Hauptdeck eine Länge von 73,80 m (Gesamtlänge 78 m), eine Gesamtbreite von 15,90 Metern und einen mittleren Tiefgang (unbeladen) von 1,68 Metern. Angetrieben werden die zwei Schaufelräder von einer schrägliegenden Zweizylinder-Heissdampf-Verbundmaschine mit einer maximalen Leistung von 1.400 PS. Die ursprüngliche Kapazität betrug 1500 Passagiere. Seit der letzten Renovation beträgt die Kapazität des Schiffes 850 Personen, davon 254 Restaurantplätze.
Während des Zweiten Weltkriegs lag der Raddampfer still, wurde jedoch sorgfältig konserviert. Seit 1960 wurden die ursprünglichen Dampfkessel nicht mehr mit Kohle, sondern mit Schweröl beheizt. Gleichzeitig wurde das Schiff teilweise umgebaut. Wegen Kesselschäden musste die La Suisse Ende 1968 provisorisch ausser Dienst gestellt werden, bis die alten Dampfkessel zusammen mit einer Grossrenovation des gesamten Schiffes in den Jahren 1970–1971 durch einen neuen Dampfkessel ersetzt wurden. 1999 wurde der Brenner des Kessels ersetzt und auf leichtes Heizöl umgestellt. In den Jahren 2007–2009 erfolgte eine weitere Generalrenovation des Schiffs, bei der unter anderem sein Äusseres wieder in den Originalzustand von 1910 zurückversetzt wurde. Im Juni 2011 wurde die La Suisse zusammen mit den anderen Genfersee-Schiffen der Belle Époque vom Regierungsrat des Kantons Waadt aufgrund ihrer historischen Bedeutung unter Schutz gestellt.